# Oreochromis andersonii
Oreochromis andersonii ist eine afrikanische Buntbarschart, die im südwestlichen und südlichen Afrika im oberen und mittleren Sambesi, in den Flüssen Okavango, Kafue, Kasai, Kunene und Mossamedes, im Ngamisee und in den Talsperren Kariba und Cabora Bassa vorkommt. In den Gewässern des sambischen Kasanka-Nationalparks wurde sie vom Menschen eingeführt. Die Art wurde nach dem schwedischen Abenteurer und Forschungsreisenden Karl Johan Andersson benannt.

## Merkmale
Oreochromis andersonii ist großwüchsig und erreicht eine maximale Gesamtlänge von 61 cm und ein Maximalgewicht von 4,7 kg. Die Körperhöhe liegt bei 40,5 bis 50,5 % der Standardlänge, das Kopfprofil ist gerade. Die Fische sind silbergrau gefärbt. Kopfoberseite und Rücken sind dunkler als die Körperseiten. Die unpaaren Flossen sind rötlich gesäumt. In den von Weichstrahlen gestützten Bereichen der Rücken- und der Afterflosse können helle Punkte zu sehen sein. Hin und wieder treten diese auch auf der Schwanzflosse auf. Entlang der Rumpfmitte ist hin und wieder eine Reihe von drei oder vier dunklen Flecken zu sehen. Männchen zeigen während der Brutzeit eine intensivere und dunklere Färbung. Die Schwanzflosse kann sich rot färben, Kopf und Rücken können einen türkisgrünen Ton annehmen. Die Bauchflossen ausgewachsener Exemplare sind sehr lang. Sie erreichen 34 bis 43 % der Standardlänge.
Morphometrie:
- Flossenformel: Dorsale XV–XVIII/11–15, Anale III/9–13.
- Schuppenformel: mLR 31–35.
- Wirbel: 30–32

## Lebensweise
Oreochromis andersonii bildet kleine Schwärme und kommt in Flüssen, stehenden Gewässern, Sümpfen und Hippo Pools vor. Er verträgt einen relativ hohen Salzgehalt und kann auch in Brackwasser leben. Ausgewachsene Fische leben in offenen, tiefen Bereichen ihrer Wohngewässer, Jungfische halten sich eher ufernah versteckt zwischen der Vegetation auf. Oreochromis andersonii ernährt sich vor allem von Algen, Kieselalgen, Detritus und Zooplankton. Größere Exemplare fressen auch Insekten und andere Wirbellose. Oreochromis andersonii ist ein Maulbrüter, bei dem das  Weibchen die Brutpflege übernimmt. Die Fische pflanzen sich nur fort, wenn die Wassertemperatur mindestens 21 °C beträgt, normalerweise nur einmal im Jahr, zweimal nur wenn die Bedingungen günstig sind. Die Männchen graben mit Maul und Flossen in der Mitte ihres Reviers in Tiefen von einem bis drei Metern auf dem Sandboden untertassenförmige Nester, die einen Durchmesser von bis zu 75 cm und eine Tiefe von 30 cm haben können. Wasserpflanzen werden mit dem Maul ausgerissen. Bis zu 40 Nester verschiedener Männchen können nah beieinander gefunden werden. Die Weibchen laichen in der Nestmitte, das Männchen befruchtet die Eier, woraufhin das Weibchen die Eier ins Maul nimmt. Währenddessen bewachen die Männchen Nest und Weibchen und schützen sie gegen alle Eindringlinge. Die Gelegegröße kann bis zu 750 Eier umfassen.